# سرنتی
سرنتی (به ایتالیایی: Serrenti) یک کومونه در ایتالیا است که در استان مدیو کامپیدانو واقع شده‌است.

## خصوصیات
سرنتی ۴۲٫۸ کیلومترمربع مساحت و ۵٬۱۲۵ نفر جمعیت دارد.